# Mad Vallis
Mad Vallis é um vale situado no quadrângulo de Hellas, em Marte. Sua localização está centrada em 56.5° latitude sul e 283.9° longitude oeste, e seu nome vem de um rio no estado de Vermont, nos Estados Unidos.